# أنتوني بينيا
أنتوني بينيا (بالإسبانية: Antoni Peña Picó)‏ هو منافس ألعاب قوى وسياسي إسباني، ولد في 26 أغسطس 1970 في فيلانيتش في إسبانيا. حزبياً، نشط في Majorcan Union ‏.

## وصلات خارجية
- أنتوني بينيا على موقع الاتحاد الدولي لألعاب القوى (الإنجليزية)
- أنتوني بينيا على موقع أوليمبيديا (الإنجليزية)